# 12-я пехотная дивизия (Российская империя)
12-я пехотная дивизия — пехотное соединение в составе Русской императорской армии. С 1876 года входила в 12-й армейский корпус.
Штаб дивизии: Харьков (1807), Умань (1820), Калиш (1837), Владимир-Волынский (1849), Острогожск (1861), Полтава (1863), Киев (1866—1871), Каменец-Подольск (1872—1877), Межибужье (1881—1890-е годы), Проскуров (1890-е годы — 1914). 

## История дивизии

### Формирование
Сформирована 16 августа 1807 года как 22-я дивизия. До 13 октября 1810 года в состав дивизии входила кавалерийская бригада. С 1811 года дивизия переименована в 22-ю пехотную. Впоследствии состав частей дивизии неоднократно изменялся.
Наименования дивизии:
- 16.08.1807—31.03.1811 — 22-я дивизия
- 31.03.1811—20.05.1820 — 22-я пехотная дивизия
- 20.05.1820—03.06.1833 — 19-я пехотная дивизия
- 03.06.1833—26.04.1835 — 15-я пехотная дивизия
- 26.04.1835—19.02.1918 — 12-я пехотная дивизия

В 1812 в состав дивизии входили:
- 1-я бригада
  - Вятский пехотный полк
  - Старооскольский пехотный полк
- 2‑я бригада
  - Олонецкий пехотный полк
  - Выборгский пехотный полк
- 3‑я бригада
  - 29‑й егерский полк
  - 45‑й егерский полк
- 22‑я полевая артиллерийская бригада

К январю 1918 года дивизия с приданной артиллерийской бригадой, находившиеся в составе 11-го армейского корпуса 8-й армии, были украинизированы. 19 февраля 1918 г. дивизия была расформирована.

### Боевой путь
Полки 12-й пехотной дивизии приняли активное участие в Крымской войне, в частности, в ее Дунайской кампании, включая сражение при Четати. Позднее дивизия прикрывала войска, осаждавшие Силистрию. Затем дивизия участвовала в боевых действиях в Крыму, в частности, в Балаклавском сражении, понесла большие потери в сражении на Чёрной речке.
Активно действовала в Первую мировую войну — в частности, в операции у Равы-Русской и в декабрьской операции 1915 г. на Стрыпе.

## Состав дивизии (с 03.06.1833, места дислокации и полные наименования частей — на нач. XX в.)
- 1-я бригада (Проскуров)
  - 45-й пехотный Азовский генерал-фельдмаршала графа Головина, ныне Е. И. В. Великого Князя Бориса Владимировича полк
  - 46-й пехотный Днепровский полк
- 2-я бригада (1903: Винница; 1913: Каменец-Подольск)
  - 47-й пехотный Украинский полк
  - 48-й пехотный Одесский Императора Александра I полк
- 12-я артиллерийская бригада (Проскуров)

## Командование дивизии
(Командующий в дореволюционной терминологии означал временно исполняющего обязанности начальника или командира. Должности начальника дивизии соответствовал чин генерал-лейтенанта, и при назначении на эту должность генерал-майоров они как правило оставались командующими до момента своего производства в генерал-лейтенанты).

### Начальники дивизии
- 16.08.1807 — 27.09.1807 — генерал-лейтенант Кологривов, Андрей Семёнович
- 27.09.1807 — 26.06.1810 — генерал-лейтенант Олсуфьев, Захар Дмитриевич
- 07.08.1810 — 12.09.1811 — генерал-лейтенант (с 22.08.1811 генерал от инфантерии) граф Ланжерон, Александр Фёдорович
- 12.09.1811 — 10.11.1811 — генерал-майор князь Щербатов, Алексей Григорьевич
- 19.03.1812 — 29.08.1814[7] — генерал-майор Тучков, Сергей Алексеевич
  - 15.06.1812 — хх.12.1812 — командующий генерал-майор Турчанинов, Павел Петрович
  - 30.04.1814 — 29.08.1814 — командующий генерал-майор Турчанинов, Павел Петрович
- 29.08.1814 — 22.12.1815[8] — генерал-лейтенант Лаптев, Василий Данилович
  - 29.08.1814 — хх.хх.1815 — командующий генерал-майор Турчанинов, Павел Петрович
- 22.12.1815 — 01.01.1827[9] — генерал-лейтенант Корнилов, Пётр Яковлевич
  - 08.11.1826 — 01.01.1827 — командующий генерал-майор Тарбеев, Николай Петрович
- 01.01.1827 — 10.08.1828[10] — генерал-лейтенант Иванов, Иван Дмитриевич
- 10.08.1828 — 23.09.1828 — командующий генерал-майор Тарбеев, Николай Петрович
- 23.09.1828 — 07.02.1830 — генерал-адъютант генерал-лейтенант Головин, Евгений Александрович
- 07.02.1830 — 28.01.1836[11] — генерал-лейтенант князь Горчаков, Пётр Дмитриевич
  - 07.02.1830 — 04.06.1830 — командующий генерал-майор Роговский, Иван Осипович
  - 30.09.1834 — 30.01.1835 — командующий генерал-майор Раенко, Яков Григорьевич
- 28.01.1836 — 30.08.1839 — генерал-лейтенант Рейбниц, Карл Павлович
- 30.08.1839 — 14.09.1849 — генерал-майор (с 06.12.1840 генерал-лейтенант) Бушен, Христиан Николаевич
- 29.09.1849 — 08.07.1855 — генерал-лейтенант Липранди, Павел Петрович
- 16.07.1855 — 23.12.1855 — генерал-майор (с 21.08.1855 генерал-лейтенант) Мартинау, Карл Алексеевич
- 23.12.1855 — 08.11.1856 — командующий генерал-майор князь Химшиев, Николай Николаевич
- 08.11.1856 — 26.10.1868 — генерал-лейтенант Фридрихс, Александр Карлович
- 26.10.1868 — 31.08.1871 — генерал-лейтенант Ванновский, Пётр Семёнович
- 31.08.1871 — 01.06.1878 — генерал-лейтенант барон фон Фиркс, Александр Александрович
- 01.06.1878 — 20.03.1880 — командующий генерал-майор Нильсон, Андрей Андреевич
- 20.03.1880 — 24.06.1886[12] — генерал-майор (с 30.08.1881 генерал-лейтенант) Орановский, Алоизий Казимирович
- 04.08.1886 — 18.09.1892 — генерал-майор (с 30.08.1886 генерал-лейтенант) Дохтуров, Дмитрий Петрович
- 02.10.1892 — 20.01.1895 — генерал-майор (с 30.08.1893 генерал-лейтенант) Жерве, Владимир Константинович
- 26.01.1895 — до 28.07.1895[13] — командующий генерал-майор Троицкий, Пётр Архипович
- 14.08.1895 — 11.08.1900 — генерал-майор (с 06.12.1895 генерал-лейтенант) Карасс, Иван Александрович
- 31.08.1900 — 28.04.1901 — генерал-майор (с 01.01.1901 генерал-лейтенант) Авинов, Николай Александрович
- 20.05.1901 — 12.02.1903 — генерал-лейтенант Чайковский, Андрей Петрович
- 29.03.1903 — 18.06.1905 — генерал-лейтенант Фурсов, Дмитрий Семёнович
- 09.10.1905 — 23.05.1906 — генерал-лейтенант Туган-Мирза-Барановский, Александр Давыдович
- 29.05.1906 — 22.09.1910 — генерал-лейтенант Русанов, Сергей Иванович
- 22.09.1910 — 02.10.1914 — генерал-лейтенант Орлов, Николай Александрович
- 02.10.1914 — 31.07.1915 — генерал-майор (с 22.01.1915 генерал-лейтенант) Бабиков, Николай Александрович
- 31.07.1915 — 18.04.1916 — командующий генерал-майор Ханжин, Михаил Васильевич
- 04.05.1916 — 06.12.1916 — командующий генерал-майор Вирановский, Георгий Николаевич
- 06.12.1916 — 21.10.1917 — генерал-лейтенант Пустовойтенко, Михаил Саввич
- 23.10.1917 — хх.12.1917 — командующий генерал-майор Ерошевич, Пётр Константинович

### Начальники штаба дивизии
Должность начальника штаба дивизии введена 1 января 1857 года.
- 01.01.1857 — 08.02.1857 — полковник Фок, Николай Александрович
- 08.02.1857 — 11.08.1864 — подполковник (с 30.08.1860 полковник) Батезатул, Александр Михайлович
- 24.08.1864 — 10.03.1869 — подполковник (с 16.04.1867 полковник) Познанский, Игнатий Николаевич
- 25.03.1869 — хх.хх.1869 — подполковник Гутовский, Михаил Станиславович
- хх.хх.1869 — 23.10.1869 — полковник Защук, Александр Осипович
- 13.11.1869 — 10.08.1875 — подполковник (с 17.04.1870 полковник) Будде, Виктор Эммануилович
- 16.08.1875 — 12.03.1877 — полковник Кирилов, Алексей Александрович
- 12.03.1877 — 30.03.1878 — полковник Брандт, Фёдор Фёдорович
- 19.05.1878 — хх.хх.1879[14] — и. д. полковник Зандер, Оскар Яковлевич
- 16.10.1879 — хх.хх.1882 — полковник Сумерков, Владимир Артемьевич
- 29.04.1882 — 04.06.1883 — полковник Аккерман, Николай Юльевич
- 04.06.1883 — 30.11.1891 — полковник Максимович, Михаил Леонтьевич
- 05.12.1891 — 21.06.1894 — и. д. полковник Фёдоров, Михаил Фёдорович[15]
- 25.06.1894 — 20.01.1895 — полковник Орлов, Владимир Александрович
- 20.01.1895 — 31.10.1899 — полковник Юргенс, Константин Данилович
- 04.12.1899 — 02.08.1902 — полковник Попов, Ипполит Иванович
- 04.11.1902 — 22.03.1904 — подполковник (с 06.12.1903 полковник) Богатко, Николай Иосифович
- 07.04.1905 — 29.10.1909 — подполковник (с 06.12.1907 полковник) Архипович, Николай Георгиевич
- 29.10.1909 — 07.11.1911 — полковник Приходкин, Дмитрий Дмитриевич
- 16.11.1911 — 02.01.1915 — полковник Шокоров, Владимир Николаевич
- 28.01.1916 — 01.03.1917 — генерал-майор Снесарев, Андрей Евгеньевич

### Командиры 1-й бригады
В период с 28 марта 1857 по 30 августа 1873 должности бригадных командиров были упразднены.
После начала Первой мировой войны в дивизии была оставлена должность только одного бригадного командира, именовавшегося командиром бригады 12-й пехотной дивизии.
- 16.08.1807 — 06.01.1808 — генерал-майор князь Урусов, Николай Юрьевич
  - 07.11.1807 — 27.01.1808 — командующий полковник Гвоздев, Иван Назарович
- 06.01.1808 — 01.08.1809 — полковник Берлезеев, Михаил Иванович
- 01.08.1809 — 29.08.1814[16] — полковник (с 18.07.1811 генерал-майор) Шкапский, Михаил Андреевич
- 29.08.1814 — 12.12.1816[17] — генерал-майор Турчанинов, Павел Петрович
  - 29.08.1814 — хх.хх.1815 — командующий генерал-майор Васильчиков, Николай Васильевич
  - 31.10.1816 — 12.12.1816 — командующий генерал-майор Мордвинов, Иван Николаевич
- 12.12.1816 — 01.06.1820 — генерал-майор Мордвинов, Иван Николаевич
- 01.06.1820 — 14.01.1821 — генерал-майор Булатов, Михаил Леонтьевич
- 14.01.1821 — 05.01.1826[18] — генерал-майор князь Волконский, Сергей Григорьевич
  - 14.05.1824 — 30.08.1824 — командующий полковник Бриммер 1-й, Густав
- 28.01.1826 — 17.02.1826 — генерал-майор Фрейтаг, Иван Фёдорович
- 17.02.1826 — 19.03.1826 — командующий полковник Бриммер 1-й, Густав
- 19.03.1826 — 16.09.1826 — генерал-майор Фриш, Матвей Карлович
- 16.09.1826 — 29.09.1828[19] — генерал-майор Тарбеев, Николай Петрович
  - 08.11.1826 — 01.01.1827 — командующий полковник Русанов, Дмитрий Михайлович
  - 10.08.1828 — 22.09.1828 — командующий полковник Байков, Сергей Васильевич
- 29.09.1828 — 29.05.1830 — генерал-майор князь Урусов, Сергей Дмитриевич
- 29.05.1830 — 28.11.1831[20] — генерал-майор Паулин, Гавриил Гаврилович
- 06.12.1831 — 16.04.1832[21] — генерал-майор барон Зедделер, Логгин Иванович
- 09.06.1832 — 03.06.1833 — командующий полковник Яковлев, Александр Васильевич
- 03.06.1833 — 14.07.1833 — генерал-майор Дувинг, Александр Андреевич
- 14.07.1833 — 06.12.1833 — командующий полковник Загоскин
- 06.12.1833 — 28.01.1838 — генерал-майор Чеботарёв, Михаил Васильевич
- 28.01.1838 — 06.04.1840[22] — генерал-майор Иовшиц, Иван Антонович
- 11.04.1840 — 03.12.1848[23] — генерал-майор Фокицын, Николай Тациевич
- 03.12.1848 — 21.02.1852 — генерал-майор Володимеров, Павел Сергеевич
- 21.03.1852 — 02.02.1854 — генерал-майор Свентицкий, Андрей Карлович
- 02.02.1854 — 14.11.1854 — генерал-майор Семякин, Константин Романович
- 14.11.1854 — 03.02.1855 — командующий генерал-майор Гриббе, Николай Карлович
- 29.03.1855 — 18.11.1855 — генерал-майор Огарёв, Михаил Васильевич
- 29.11.1855 — 28.03.1857 — генерал-майор Вдовиченко, Иван Степанович
- 30.08.1873 — 06.02.1875[24] — генерал-майор Будогосский, Константин Фаддеевич
- 19.03.1875 — хх.хх.1879 — генерал-майор Цитлидзев, Георгий Павлович
- 13.07.1879 — 15.10.1885 — генерал-майор Будде, Виктор Эммануилович
- 15.10.1885 — 09.03.1886 — генерал-майор Фофанов, Тимофей Александрович
- 07.04.1886 — 05.04.1890 — генерал-майор Деген, Модест Николаевич
- 04.07.1890 — 13.09.1895 — генерал-майор Коцебу, Павел Августович
- 13.09.1895 — 16.07.1901 — генерал-майор фон Шульц, Эдуард Эдуардович
- 16.07.1901 — 30.09.1904 — генерал-майор Зноско-Боровский, Николай Александрович
- 30.09.1904 — 06.07.1909 — генерал-майор Чиж, Александр Степанович
- 31.07.1909 — 08.05.1914 — генерал-майор Альфтан, Владимир Алексеевич
- 11.06.1914 — 01.05.1915 — генерал-майор Троицкий, Михаил Иванович

### Командиры 2-й бригады
- 16.08.1807 — 04.02.1808[25] — генерал-майор Мичурин, Василий Григорьевич
- 07.02.1808 — 29.08.1814[26] — генерал-майор Турчанинов, Павел Петрович
  - 21.04.1812 — хх.12.1812 — командующий полковник Кутузов, Иван Степанович
- 29.08.1814 — 10.07.1815[27] — генерал-майор Шкапский, Михаил Андреевич
- 10.07.1815 — 19.02.1820[28] — генерал-майор Васильчиков, Николай Васильевич
- 19.02.1820 — 17.08.1820 — генерал-майор Бологовский, Дмитрий Николаевич
- 17.08.1820 — 19.01.1823 — генерал-майор Мордвинов, Иван Николаевич
- 07.03.1823 — 31.08.1823 — генерал-майор Скобелев, Иван Никитич
- 31.08.1823 — 26.09.1823 — генерал-майор Берхман, Ермолай Астафьевич
- 26.09.1823 — 22.06.1825 — генерал-майор Рейх, Иван Иванович
- 22.06.1825 — 18.04.1826 — генерал-майор Кальм, Фёдор Григорьевич
- 18.04.1826 — 03.06.1826 — генерал-майор Стремоухов, Александр Сергеевич
- 03.06.1826 — 22.08.1826 — командующий полковник Худинский, Иосиф Михайлович
- 22.08.1826 — 1827/1828 — генерал-майор Некрасов, Николай Михайлович
- 1827/1828 — 29.09.1828[29] — генерал-майор Дурново, Николай Дмитриевич
- 29.09.1828 — 07.02.1829 — генерал-майор Ермолаев, Василий Степанович
- 07.02.1829 — хх.09.1829[30] — генерал-майор Свободской, Фёдор Михайлович
- 22.09.1829 — 28.02.1831 — генерал-майор Лидерс, Александр Николаевич
- 28.02.1831 — 16.05.1831 — командующий полковник Раенко, Яков Григорьевич
- 16.05.1831 — 03.06.1833 — генерал-майор Лаппа, Пётр Павлович
- 03.06.1833 — 03.03.1835[31] — полковник (с 25.06.1833 генерал-майор) Раенко, Яков Григорьевич
  - 30.09.1834 — 30.01.1835 — командующий полковник Дровецкий, Василий Петрович
- 03.03.1835 — 01.07.1835 — генерал-майор Яковлев, Александр Васильевич
- 01.07.1835 — 04.10.1836 — полковник (с 10.09.1835 генерал-майор) Дровецкий, Василий Петрович
- 04.10.1836 — 17.09.1837 — генерал-майор Неелов, Александр Дмитриевич
  - 08.02.1837 — 08.06.1837 — командующий генерал-майор Литвинов, Александр Наркизович
- 17.09.1837 — 28.01.1838 — генерал-майор Булгаков, Фёдор Васильевич
- 28.01.1838 — 15.12.1838 — генерал-майор Скобельцын, Николай Николаевич
- 01.01.1839 — 11.03.1851 — генерал-майор Марин, Иван Максимович
- 13.03.1851 — 20.10.1851 — генерал-майор Соймонов, Фёдор Иванович
- 22.10.1851 — 14.02.1852 — генерал-майор Артамонов, Павел Петрович
- 14.02.1852 — 07.06.1856[32] — генерал-майор Левуцкий, Фёдор Григорьевич
- 07.06.1856 — 28.03.1857[33] — генерал-майор Проскуряков, Александр Дмитриевич
- 30.08.1873 — 15.10.1885 — генерал-майор Фофанов, Тимофей Александрович
- 15.10.1885 — 19.02.1890 — генерал-майор Будде, Виктор Эммануилович
- 19.02.1890 — 07.02.1894 — генерал-майор Прокопе, Герман Берндтович
- 26.02.1894 — 11.10.1899 — генерал-майор Окерман, Вильгельм Христианович
- 24.10.1899 — 26.06.1906 — генерал-майор Перебаскин, Виктор Александрович
- 28.08.1906 — 07.02.1909 — генерал-майор Воейков, Пётр Павлович
- 17.02.1909 — 12.10.1911 — генерал-майор Розеншильд фон Паулин, Анатолий Николаевич
- 22.11.1911 — 05.07.1915 — генерал-майор Павлов, Дмитрий Петрович
- 03.08.1915 — 07.06.1916 — генерал-майор Пархомов, Дмитрий Николаевич
- 18.04.1916 — 23.04.1917 — генерал-майор фон Стааль, Герман Фердинандович
- 06.05.1917 — хх.хх.1918 — генерал-майор Белевич, Иосиф Донатович

### Командиры 3-й бригады
В 1833 3-я бригада расформирована.
- 26.08.1807 — 03.09.1808 — полковник Потресов, Матвей Григорьевич
- 03.09.1808 — 11.02.1810 — полковник Карамышев, Николай Степанович
- 11.02.1810 — 19.06.1810 — полковник Желтухин, Сергей Фёдорович
- 19.06.1810 — 23.03.1812 — генерал-майор Сандерс, Фёдор Иванович
- 23.03.1812 — 31.08.1812 — командующий полковник Дурново, Иван Николаевич
- 31.08.1812 — 02.02.1819 — генерал-майор Желтухин, Сергей Фёдорович
  - 26.08.1817 — 26.11.1817 — командующий генерал-майор Турчанинов, Павел Петрович
- 15.02.1819 — 28.02.1821 — генерал-майор Тухолка, Лев Адамович
- 28.02.1821 — 26.11.1823 — генерал-майор Булатов, Михаил Леонтьевич
- 12.12.1823 — 22.06.1825 — генерал-майор Бибиков, Алексей Петрович
- 22.06.1825 — 01.01.1826 — командующий полковник Гессе, Карл Фёдорович
- 01.01.1826 — 28.01.1826 — генерал-майор Фрейтаг, Иван Фёдорович
- 28.01.1826 — 12.06.1831[34] — генерал-майор Роговский, Иван Осипович
  - 07.02.1830 — 04.06.1830 — командующий полковник Енакиев, Иван Клементьевич
- 10.08.1831 — 03.06.1833 — командующий полковник Худинский, Иосиф Михайлович

### Помощники начальника дивизии
В период с 28 марта 1857 года по 30 августа 1873 года помощники начальника дивизии фактически являлись бригадными командирами.
- 28.03.1857 — 25.12.1861 — генерал-майор Проскуряков, Александр Дмитриевич
- 01.01.1862 — 17.06.1865 — генерал-майор Матрасенко, Павел Петрович
- 17.06.1865 — 18.08.1866 — генерал-майор Петров, Андрей Николаевич
- 18.08.1866 — 11.09.1869 — генерал-майор Волькенштейн, Александр Ермолаевич
- 23.10.1869 — 06.04.1873 — генерал-майор Краевский, Яков Иванович
- 06.04.1873 — 30.08.1873[35] — генерал-майор Будогосский, Константин Фаддеевич

### Командиры 12-й артиллерийской бригады
Бригада была сформирована 1 июля 1807 года
Номер в наименовании артиллерийской бригады изменялся параллельно с номером пехотной дивизии, к которой бригада была приписана.
До 1875 г. должности командира артиллерийской бригады соответствовал чин полковника, а с 17 августа 1875 г. - чин генерал-майора.
- 25.09.1807 — 14.02.1811 — полковник Васильев, Александр Михайлович
- 14.02.1811 — 12.10.1813 — подполковник (с 13.06.1811 полковник) Колотинский, Михаил Михайлович
- 12.10.1813 — 10.08.1814 — подполковник Бикбулатов, Николай Михайлович
- 10.08.1814 — 24.12.1815 — полковник Ховен, Егор Фёдорович
- 02.05.1816 — 17.12.1817 — полковник Бендерский, Константин Александрович
- 18.01.1818 — 07.03.1818 — полковник Левашов
- 07.03.1818 — 02.05.1825 — полковник Тиман, Александр Иванович
- 02.05.1825 — 31.07.1828 — полковник Ладыженский, Василий Максимович
- 31.07.1828 — 09.06.1837 — подполковник (с 20.08.1828 полковник, с 06.12.1836 генерал-майор) Серпутовский, Адам Осипович
- 03.10.1837 — 09.12.1850 — подполковник (с 09.06.1838 полковник, с 06.12.1847 генерал-майор) Березин, Егор Афанасьевич
- 08.01.1851 — 06.11.1855 — полковник (с 06.12.1854 генерал-майор) Немов, Иван Иванович
- 04.03.1856 — 01.02.1869 — полковник (с 30.08.1865 генерал-майор) Федюхин, Леонтий Савельевич
- 13.02.1869 — 26.04.1876 — полковник (с 17.04.1870 генерал-майор) Бороздин, Михаил Фёдорович
- 01.05.1876 — 19.03.1877 — генерал-майор Колмыков, Василий Александрович
- 25.03.1877 — 13.10.1878 — полковник (с 02.03.1878 генерал-майор) Григорьев, Дмитрий Петрович
- 29.07.1879 — 25.06.1884 — полковник (с 30.08.1880 генерал-майор) Скерлетов, Николай Павлович
- 25.06.1884 — 11.02.1887 — генерал-майор Вестермарк, Иван Петрович
- 27.02.1887 — 24.04.1895 — генерал-майор Максимов, Александр Александрович
- 03.05.1895 — 23.09.1900[37] — генерал-майор Картамышев, Аркадий Иванович
- 04.11.1900 — 27.06.1906 — полковник (с 06.12.1901 генерал-майор) Нот, Пётр Петрович
- 27.06.1906 — 04.11.1906 — полковник Куракин, Николай Иванович
- 04.11.1906 — 20.07.1911 — генерал-майор Конради, Владимир Георгиевич
- 22.07.1911 — 15.04.1915 — генерал-майор Колпаков, Сергей Николаевич
- 08.05.1915 — 07.05.1917 — полковник (с 16.05.1915 генерал-майор) Рыбальченко, Евграф Григорьевич
- 07.05.1917 — хх.хх.хххх — командующий полковник Шамшев, Пётр Николаевич

### Командиры кавалерийской бригады 22-й дивизии
В 1810 г. кавалерия выведена из состава дивизии.
- 16.08.1807 — 30.12.1808 — генерал-лейтенант Засс, Андрей Павлович
  - 06.01.1808 — 01.04.1808 — генерал-майор Ласкин, Алексей Андреевич
- 30.12.1808 — 26.02.1808 — генерал-майор Ласкин, Алексей Андреевич
- 26.06.1810[39] — 13.10.1810 — генерал-майор Лисаневич, Григорий Иванович

## В воспоминаниях
- период прохождения службы в дивизии с января по апрель 1898 года описан в мемуарах генерал-лейтенанта Генерального штаба А. С. Лукомского, в то время адъютанта штаба 12-й пехотной дивизии (см. Лукомский А. С. Очерки из моей жизни, Вопросы Истории, № 3, 2001 Архивная копия от 18 декабря 2014 на Wayback Machine)